# Арола
Арола (італ. Arola, п'єм. Àrola) — муніципалітет в Італії, у регіоні П'ємонт,  провінція Вербано-Кузіо-Оссола.
Арола розташована на відстані близько 550 км на північний захід від Рима, 100 км на північний схід від Турина, 21 км на південний захід від Вербанії.
Населення — 249 осіб (2014).
Щорічний фестиваль відбувається 24 серпня. Покровитель — святий Варфоломій.

## Демографія
Населення за роками:

Станом на 1 січня 2023 року в муніципалітеті офіційно проживало 11 іноземців з 6 країн, серед них 6 громадян країн Євросоюзу та 3 громадяни України.

## Сусідні муніципалітети
- Чезара
- Чив'яско
- Мадонна-дель-Сассо